# Ophiomyia pinguis
Ophiomyia pinguis är en tvåvingeart som först beskrevs av Fallen 1820.  Ophiomyia pinguis ingår i släktet Ophiomyia och familjen minerarflugor.
Artens utbredningsområde är Sverige. Arten är reproducerande i Sverige. Inga underarter finns listade i Catalogue of Life.